# Oxalis pillansiana
Oxalis pillansiana är en harsyreväxtart som beskrevs av Salter & Exell. Oxalis pillansiana ingår i släktet oxalisar, och familjen harsyreväxter. Inga underarter finns listade i Catalogue of Life.